# Chrysopinae
Chrysopinae zijn een onderfamilie van de gaasvliegen (Chrysopidae).

## Geslachten
De per januari 2020 geregistreerde soorten van de onderfamilie Chrysopinae behoren tot 47 verschillende geslachten. Sommige geslachten bestaan slechts uit 1 soort. De geslachten staan hieronder vermeld met het aantal soorten tussen haakjes.
- Abachrysa  (1)
- Ankylopteryx  (48)
- Anomalochrysa  (19)
- Apertochrysa  (17)
- Atlantochrysa  (1)
- Austrochrysa  (6)
- Belonopteryx  (1)
- Berchmansus  (2)
- Borniochrysa  (5)
- Cacarulla  (1)
- Calochrysa  (1)
- Ceraeochrysa  (53)
- Ceratochrysa  (3)
- Cintameva  (1)
- Crassochrysa  (3)
- Chrysacanthia  (3)
- Chrysaloysia  (1)
- Chrysemosa  (11)
- Chrysocerca  (6)
- Chrysopa Leach in Brewster, 1815 (218)
- Chrysoperla Steinmann, 1964 (58)
- Chrysopodes  (46)
- Eremochrysa  (18)
- Evanochrysa  (3)
- Glenochrysa  (15)
- Gonzaga  (7)
- Himalochrysa  (3)
- Kostka  (1)
- Meleoma  (28)
- Nacarina  (20)
- Neula  (1)
- Nineta  (18)
- Nipponochrysa  (1)
- Nodochrysa  (1)
- Oyochrysa  (3)
- Parachrysopiella  (3)
- Parankylopteryx  (8)
- Plesiochrysa  (24)
- Pseudomallada  (2)
- Rexa  (2)
- Signochrysa  (9)
- Stigmachrysa  (3)
- Titanochrysa  (1)
- Turnerochrysa  (1)
- Ungla  (5)
- Vieira  (4)
- Yumachrysa  (4)